# Benkovski, Kărdjali
Benkovski (în bulgară Бенковски) este un sat în comuna Kirkovo, regiunea Kărdjali,  Bulgaria. 

## Demografie
Componența etnică a satului Benkovski
     Bulgari (24,18%)
     Nicio identificare (54,59%)
     Turci (19,94%)
     Romi (0,37%)
     Altele (0,89%)
La recensământul din 2011, populația satului Benkovski era de 2.121 locuitori. Nu există o etnie majoritară, locuitorii fiind bulgari (24,18%) și turci (19,94%). Pentru 54,59% din locuitori nu este cunoscută apartenența etnică.